# Pierre Schoeller

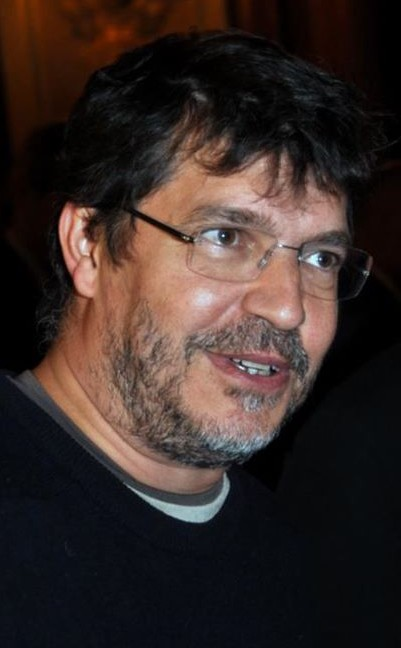
Pierre Schoeller 2012

Pierre Schoeller (* 1961 in Paris) ist ein französischer Drehbuchautor und Regisseur.

## Leben
Schoeller absolvierte von 1982 bis 1984 ein Filmstudium an der École Louis-Lumière in Paris und schloss ein Studium im Drehbuchschreiben an der La fémis an. Ab 1995 war er als Drehbuchautor vor allem für das Fernsehen sowie für Kurzfilme tätig, verfasste aber auch das Buch für den Kinofilm Vom Himmel hoch aus dem Jahr 2003. Mit dem für arte gedrehten Fernsehfilm Fehler nicht erlaubt gab er 2003 sein Langfilmdebüt als Regisseur. Im Jahr 2008 folgte sein erster Kinofilm Versailles um einen jungen Tramp, der sich jedoch plötzlich um einen kleinen Jungen kümmern muss. In Versailles spielte der im Oktober 2008 verstorbene Guillaume Depardieu eine seiner letzten Rollen. Für Versailles erhielt Schoeller unter anderem eine César-Nominierung.
Mit seinem folgenden Kinofilm Der Aufsteiger gewann Schoeller 2012 den Prix du Syndicat Français de la Critique. Das Politdrama erhielt beim César 2012 drei Preise für den besten Nebendarsteller Michel Blanc, das Originaldrehbuch und den Ton, und war für acht weitere Césars nominiert, darunter für die Filmmusik. Diese stammte von Philippe Schoeller, Schoellers Bruder, der auch für Schoellers Versailles und den Fernsehfilm Les Anonymes die Filmmusik beisteuerte.

## Filmografie

### Als Regisseur
- 1992: Deux amis, prélude (Kurzfilm)
- 2003: Fehler nicht erlaubt (Zéro défaut) (TV)
- 2008: Versailles
- 2011: Der Aufsteiger (L’exercice de l’état)
- 2013: Les anonymes (TV)
- 2014: Le temps perdu (TV)
- 2018: Ein Volk und sein König (Un peuple et so roi)

### Als Drehbuchautor
- 1989: Un amour de trop
- 1989: V comme vengeance (TV-Serie, eine Folge)
- 1989: Le masque (TV-Serie, eine Folge)
- 1991: Les carnassiers (TV)
- 1992: Deux amis, prélude (Kurzfilm)
- 1996: Une souris verte (Kurzfilm)
- 1996: L’enfant sage (TV)
- 1999: De père en fils (TV)
- 2000: Le plafond de verre (TV)
- 2001: À bicyclette (TV)
- 2001: L’afrance
- 2003: Vom Himmel hoch (Quand tu descendras du ciel)
- 2003: Fehler nicht erlaubt (Zéro Défaut)
- 2005: Affe unter Menschen (Carmen) (TV)
- 2006: De particulier à particulier
- 2008: Versailles
- 2011: Der Aufsteiger (L’exercice de l’état)
- 2013: Les anonymes (TV)
- 2015: Endlich frei (Peur de rien)
- 2018: Ein Volk und sein König (Un peuple et so roi)

## Auszeichnungen
Für Versailles wurde Schoeller 2009 mit einem Étoile d’Or für das beste Erstlingswerk ausgezeichnet. Zudem erhielt er in der gleichen Kategorie 2009 eine César-Nominierung für Versailles.
Schoeller gewann für Der Aufsteiger 2011 in Cannes den FIPRESCI-Preis für den besten Film der Reihe Un certain regard. Er erhielt 2012 für Der Aufsteiger einen César in der Kategorie Bestes Originaldrehbuch.